# Hounli
Hounli è un arrondissement del Benin situato nella città di Abomey (dipartimento di Zou) con 18.623 abitanti (dato 2006).